# Варненски свободен университет
Варненският свободен университет „Черноризец Храбър“ е най-големият частен университет в България със седалище в гр. Варна. Намира се в близост до курортен комплекс Златни пясъци.
Създаден е през 1991 година. С решение на XXXVII народно събрание от 21 юли 1995 г. университетът получава статут на висше училище. Той организира редовна и задочна форма на обучение за всички образователно-квалификационни степени, предвидени в закона за висшето образование – „бакалавър“, „магистър“ и „доктор“. Днес в него се обучават около 10 хиляди студенти в 35 специалности в т.ч. „Право“, „Архитектура“, „Строителство на сгради и съоръжения“, „Пожарна безопасност и защита на населението“, „Дизайн“, „Икономика“, „Международни икономически отношения“, „Публична администрация“, „Международни отношения“, „Моден дизайн“, „Защита на националната сигурност“, „Противодействие на престъпността и опазване на обществения ред“, „Хореография“ и др. Сред основните приоритети на образователния процес са компютърно и чуждоезиково обучение.
ВСУ „Черноризец Храбър“ е първият недържавен университет, получил институционална акредитация за срок от 5 години. Днес университетът все повече се утвърждава като академичен център, който съчетава обучението на български и чуждестранни студенти в приоритетни за страната области и създаването на научен и академичен продукт, характеризиращ се с международна конвертируемост и конкурентност.
Най-младият университет на морската столица е достоен и търсен партньор на академични структури от Европа, САЩ и страните от Азия. Утвърдена академична традиция са деловите контакти и академичният обмен с чуждестранни университети и академични общности.
ВСУ „Черноризец Храбър“ е един от инициаторите и най-активни членове на Черноморската университетска мрежа. Преподаватели и студенти от ВСУ „Черноризец Храбър“ все по-конкретно и резултатно участват в проектите по програмите „Темпус“, „Еразмус“, „Леонардо“ и други изследователски и образователни програми на Европейския съюз.
Университетът разполага с три собствени сгради, които отговарят на всички съвременни изисквания за провеждане на образователния процес, студентски общежития, спортен и медицински комплекс, лаборатории и художествени ателиета, компютърни зали с достъп до Интернет, многопрофилна библиотека с над 36 000 тома научна, справочна и художествена литература, която ежегодно се обогатява с повече от 6000 нови заглавия, стотици чуждестранни специализирани вестници и списания, университетско издателство и книжарница.